# Presidente Tancredo Neves
Presidente Tancredo Neves är en kommun i Brasilien.   Den ligger i delstaten Bahia, i den östra delen av landet, 1 000 km öster om huvudstaden Brasília. Antalet invånare är 23 857. Arean är 417 kvadratkilometer.
Terrängen i Presidente Tancredo Neves är kuperad norrut, men söderut är den platt.
Omgivningarna runt Presidente Tancredo Neves är en mosaik av jordbruksmark och naturlig växtlighet. Runt Presidente Tancredo Neves är det ganska glesbefolkat, med 35 invånare per kvadratkilometer.